# Quận Marion, Missouri
Quận Marion là một quận thuộc tiểu bang Missouri, Hoa Kỳ. Theo điều tra dân số năm 2000 của Cục điều tra dân số Hoa Kỳ, quận có dân số 28.289 người 2. Quận lỵ đóng ở Palmyra6. Quận được tổ chức năm 1826 và đặt tên theo tướng Francis Marion.

## Địa lý
Theo Cục điều tra dân số Hoa Kỳ, quận có tổng diện tích km2, trong đó có km2 là diện tích mặt nước.